# Torneo di Wimbledon 1899
Il Torneo di Wimbledon 1899 è stata la 23ª edizione del Torneo di Wimbledon e prima prova stagionale dello Slam per il 1899. Si è giocato sui campi in erba dell'All England Lawn Tennis and Croquet Club di Wimbledon a Londra in Gran Bretagna. Il torneo ha visto vincitore nel singolare maschile il britannico Reginald Doherty che ha sconfitto in finale in 5 set il connazionale Arthur Gore con il punteggio di 1–6 4–6 6–3 6–3 6–3. Nel singolare femminile si è imposta la britannica Blanche Bingley Hillyard che ha battuto in finale in 2 set la connazionale Charlotte Cooper. Nel doppio maschile hanno trionfato Reginald Doherty e Laurie Doherty.

## Risultati

### Singolare maschile
Reginald Doherty ha battuto in finale  Arthur Gore con il punteggio di 1–6 4–6 6–3 6–3 6–3

### Singolare femminile
Blanche Bingley Hillyard ha battuto in finale  Charlotte Cooper con il punteggio di 6–2, 6–3

### Doppio maschile
Reginald Doherty /  Laurie Doherty hanno battuto in finale  Harold Nisbet /  Clarence Hobart con il punteggio di 7–5, 6–0, 6–2

### Doppio femminile non ufficiale
Blanche Hillyard /  Bertha Steedman hanno battuto in finale  Ruth Durlacher /  Alice Pickering con il punteggio di 6–4, 2–6, 6–4